# Actio hypothecaria
Actio hypothecaria – w prawie rzymskim powództwo wierzyciela, którego wierzytelność była zabezpieczona zastawem umownym (zastawnikowi), o wydanie mu w posiadanie rzeczy będącej przedmiotem zastawu.
Powództwo to wykształciło się ze skargi Serwiańskiej, stąd jego inna nazwa – actio quasi-Serviana – stosowana do czasów kodyfikacji justyniańskiej.

## Charakterystyka powództwa
Zastawnik mógł wystąpić z actio hypothecaria przeciwko każdej osobie mającej obciążoną rzecz we władaniu. Było więc ono skuteczne wobec wszystkich (erga omnes), a co za tym idzie należało do actiones in rem. Domagać się nią można było każdej rzeczy – zarówno ruchomej, jak i nieruchomej.